# シェルター・アイランド会議
量子力学の基礎に関する第1回シェルター・アイランド会議は、1947年6月2日-4日にニューヨーク州シェルター・アイランドで開催された。シェルター・アイランド会議は、戦後にアメリカの物理学界をリードした学者が集まる会合としては真珠湾攻撃やマンハッタン計画以降の最初の主要な機会であった。ジュリアン・シュウィンガーが後に回想するように、「5年にわたり物理学のすべてを頭の中に隔離してきた学者たちが、例の連中に肩越しに監視されて『答えはまだか』と言われることなく討論できる最初の機会だった」。
850ドルの費用がかかったこの会議は、その後1948年のポコノ会議や1949年のオールドストーン会議へと受け継がれた。会議はロバート・オッペンハイマーや米国科学アカデミーの協力により準備された。後にオッペンハイマーはシェルター・アイランド会議を自身が参加したなかで最も成功した会議とみなし、同様にリチャード・P・ファインマンは1970年4月にジャグディーシュ・メーラに対して回想した。「この会議ののち世界中で多くの会議が行われたが、これほど重要だと感じた会議はなかった。…シェルター・アイランド会議は私が大学者たちと行った最初の会議であった。・・・平時にこのような会議に参加したことはそれまでなかった」。

## 開催準備
会議はロックフェラー医学研究所で電気化学を研究する科学者ダンカン・マッキネスが起案した。嘗てニューヨーク科学アカデミーの代表であったマッキネスは、既に多数の小規模な科学会議を主催していた。しかし年を経ると参加者の肥大化により会議に弊害が出てきたと考え、この問題で1945年1月にアカデミーを辞任した。この年の秋にマッキネスは、参加者を20人から25人に制限し期間を2、3日とする一連の会議を開催する案を携えて米国科学アカデミー（NAS）に打診した。NASの代表フランク・B・ジュエットは、この案に好意を寄せ、「参加者が仲良く滞在できる静かな場所での会合を」、それも可能なら「どこかの宿舎で」開くことを考え、マッキネスにそのための試行的会議を計画するよう促した。マッキネスが最初に選んだ議題案は、自身が関心を寄せていたテーマに近い「生体電位の性質」だった。二番目の案は当初「量子力学の仮説」だったが、後にこれが「量子力学の基礎づけ」となった。
ベル研究所の理論物理学者でアメリカ物理学会の幹事であるカール・K・ダローは、量子力学会議の開催に協力を申し出た。二人はソルベー会議初期の成功例を手本にしようと決め、この分野で経験のあるレオン・ブリルアンに相談した。するとブリルワンはプリンストンのプリンストン高等研究所勤務で、ノーベル賞を受賞して間もないヴォルフガング・パウリに相談するようすすめた。
1946年1月、マッキネス、ダロー、ブリルワン、パウリは、ニューヨークで会い、書簡を交換した。パウリはこの問題に熱心であったが、第一の関心事は戦禍を受けた国際的な物理学界をひとつにまとめることにあった。パウリは多数の古参の外国人物理学者を招く大規模な会議を提案し、これをマッキネスは非常に残念に感じた。ジュエットの激励を受けて、マッキネスはパウリに、ロックフェラー財団は小規模な会議だけを支援するつもりだと説明し、ジョン・ホイーラーのような「若手」の会議とする提案にしてほしいと依頼した。パウリとホイーラーは、マッキネスが提唱する会議は1947年にデンマークで開催される波動力学に関するニールス・ボーアの会議と統合されるかもしれないと答え、いずれにせよニールス・ボーア研究所がロックフェラー財団と近い関係であることを指摘した。ダローはホイーラーへの手紙で、ボーアの会議はアメリカ人学者を殆ど惹きつけず会議の代替として貧弱だと書いた。最終的にシェルター・アイランド会議は明確にアメリカ人学者のための会議と位置づけられた。ダローが会議の議長になった。

## 成果

### ラムシフト
ウィリス・ラムはマイクロ波ビームで水素原子を精密測定すると二つのとりうる量子状態の一つでポール・ディラックが予想したよりも僅かに大きなエネルギーを持つことを発見した。この現象はラムシフトと呼ばれることとなった。ラムは数週間前に（ロバート・レザーフォードと共に）このシフトを発見したために、この点が会議の主要な論点となった。ディラック理論が不完全であることは知られていたが、この僅かなエネルギー差は、量子電磁力学（QED）の優位性を示すことになった。
もう一つの劇的な発見が、イジドール・イザーク・ラービにより会議で報告された。これは電子の磁気モーメントの正確な測定であったが、ラムの発見の影に隠れてしまった。

### 中間子
マーシャクはパイ中間子は二種類あるとする仮説を提示した。二種類の中間子は、それから間もなくして発見された
。

### 量子電磁力学
リチャード・ファインマンは量子電磁力学に関する研究について非定式的な発表を行った。翌年のポコノ会議で量子電磁力学に関するより定式的ながらあまりうまくいっていない発表を行った。

## 参加者
参加者は1947年6月1日日曜日の夕方に到着し、水曜日の夕方に帰途に就いた。参加者は以下の通り。
| - ハンス・ベーテ - デヴィッド・ボーム - グレゴリー・ブライト - カール・K・ダロー - ハーマン・フェッシュバッハ - リチャード・P・ファインマン - ヘンリク・アンソニー・クラマース - ウィリス・ラム | - ダンカン・マッキネス - ロバート・マーシャク - ジョン・フォン・ノイマン - アーノルド・ノーシック - ロバート・オッペンハイマー - アブラハム・ペース - ライナス・ポーリング - イジドール・イザーク・ラービ | - ブルーノ・ロッシ - ジュリアン・シュウィンガー - ロバート・サーバー - エドワード・テラー - ジョージ・ウーレンベック - ジョン・ヴァン・ヴレック - ヴィクター・ワイスコフ - ジョン・ホイーラー |

## 参照
1. 1 2  Metra, Jagdish (1994). The Beat of a Different Drum: The life and science of Richard Feynman. Oxford, England: Clarendon Press. pp. 245–249. ISBN 0-19-853948-7
2. ↑  Gribbin, John & Mary (1997). Richard Feynman: A Life in Science. England: Viking Press. p. 105. ISBN 0-670-87245-8

主な出展
- Bethe, Hans (August 15, 1947). “The Electromagnetic Shift of Energy Levels”. Physical Review 72 (4):  339–341. Bibcode: 1947PhRv...72..339B. doi:10.1103/PhysRev.72.339.
- Lamb and Retherford; Retherford, Robert (August 1, 1947). “Fine Structure of the Hydrogen Atom by a Microwave Method”. Physical Review 72 (3):  241–243. Bibcode: 1947PhRv...72..241L. doi:10.1103/PhysRev.72.241.
- Marshak and Bethe; Bethe, H. (September 15, 1947). “On the Two-Meson Hypothesis”. Physical Review 72 (6):  506–509. Bibcode: 1947PhRv...72..506M. doi:10.1103/PhysRev.72.506.
- Weisskopf, Victor (September 15, 1947). “On the Production Process of Mesons”. Physical Review 72 (6):  510. Bibcode: 1947PhRv...72..510W. doi:10.1103/PhysRev.72.510.

評論
- Robert Crease and Charles Mann (1996). The second creation: Makers of the revolution in twentieth-century physics. Rutgers University Press. ISBN 0-8135-2177-7
- Schweber, Silvan (1985). "A Short History of Shelter Island I". In R. Jackiw, N. Khuri, S. Weinberg, E. Witten (ed.). Shelter Island II: Proceedings of the 1983 Shelter Island Conference on Quantum Field Theory and the Fundamental Problems of Physics. MIT Press. pp. 301–343. ISBN 0-262-10031-2。
- Schweber, Silvan (1986). “Feynman and the visualization of space-time processes”. Reviews of Modern Physics 58 (2):  449–508. Bibcode: 1986RvMP...58..449S. doi:10.1103/RevModPhys.58.449.
- Schweber, Silvan (1994). QED and the Men Who Made It: Dyson, Feynman, Schwinger, and Tomonaga. Princeton University Press. ISBN 0-691-03685-3
- Smith, Richard (1996年). “Notes on the 1947 Shelter Island Conference and Its Participants”. 2006年1月17日閲覧。